# Kumagai Saki
Kumagai Saki (熊谷 紗希, sinh ngày 17 tháng 10 năm 1990) là một cầu thủ bóng đá nữ người Nhật Bản.

## Đội tuyển bóng đá nữ quốc gia Nhật Bản
Kumagai Saki thi đấu cho đội tuyển bóng đá nữ quốc gia Nhật Bản.

## Thống kê sự nghiệp
| Nhật Bản  | Nhật Bản | Nhật Bản |
| Năm       | Trận     | Bàn      |
| --------- | -------- | -------- |
| 2008      | 2        | 0        |
| 2009      | 0        | 0        |
| 2010      | 15       | 0        |
| 2011      | 16       | 0        |
| 2012      | 16       | 0        |
| 2013      | 9        | 0        |
| 2014      | 5        | 0        |
| 2015      | 11       | 0        |
| 2016      | 7        | 0        |
| 2017      | 9        | 0        |
| 2018      | 10       | 0        |
| 2019      | 8        | 0        |
| Tổng cộng | 108      | 0        |